# Myiopharus yahuarmayensis
Myiopharus yahuarmayensis är en tvåvingeart som beskrevs av Townsend 1927. Myiopharus yahuarmayensis ingår i släktet Myiopharus och familjen parasitflugor.
Artens utbredningsområde är Peru. Inga underarter finns listade i Catalogue of Life.